# جمل وحشي
الجمل الوحشي أو الجمل البري ذو السنامين أو الجمل الباختري البري (الاسم العلمي:Camelus ferus) أو الجمل الصيني (الاسم العلمي: Camelus sinensis) هو نوع من الحيوانات يتبع جنس الجمل من فصيلة الجمليات. كان يعتقد أن هذا النوع من الجمال هو ضرب من الجمل ذي السنامين (الفَالِج) (الاسم العلمي:Camelus bactrianus) حيث أن كلاهما كبير وله سنامين، ومن شفعيات الأصابع ومتوطنان في سهوب آسيا الوسطى. أشارت الدراسات الحديثة بأن النوعين منفصلين وأن الجمل الوحشي هو حيوان بري مختلف عن الجمل ذي السنامين المستأنس في أواسط آسيا وأنه تطور بشكل منفصل عن النوع الآخر منذ 1.1 مليون سنة
لم يتبقى من هذا النوع سوى 1400 حيوان، لذا يُصنف أنه معرض لخطر الانقراض. تعيش أغلبها في محمية طبيعية في الصين (المحمية الطبيعية الوطنية للجمل الوحشي في لوب نور) وبعض قليل منها يعيش في صحراء جوبي في منغوليا. ويمتاز الجمل الوحشي بقدرته على أكل الثلج لتزويد نفسه بالماء، وهذه ميزة تجعله من الحيوانات القليلة في الطبيعة التي تأكل الثلج.

## الوصف
تمتاز الجمال الوحشية بأن لديها فتحات أنفية طويلة وضيقة ولديها صَفان اثنان من الرموش السميكة وأذنين يملأهما الوبر مما يجعلها محمية من العواصف الرملية. ولخف الجمال الوحشية باطن قدم غير مقسم وقاس يساعدها بالمشي على الحجارة الحارة والرمال. ينمو وبرها أكثر في الشتاء وتطرحه في الصيف.
ويمتاز الجمل الوحشي، كما قريبه الجمل ذي السنامين، بقدرته على أكل الثلج لتزويد نفسه بالماء، وهذه ميزة تجعله من الحيوانات القليلة في الطبيعة التي تأكل الثلج.

## الفرق بينها وبين الجمل ذي السنامين (الفَالِج)

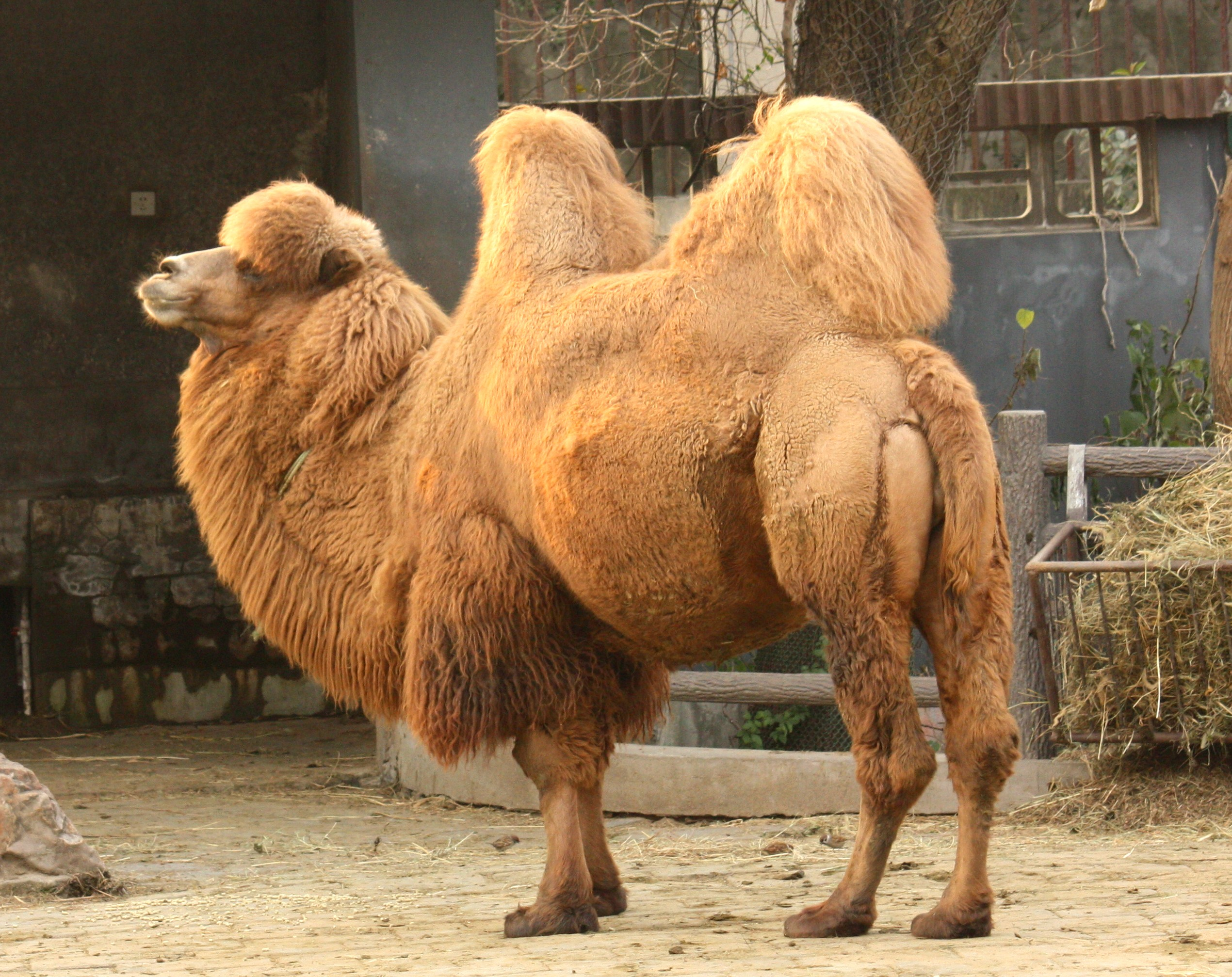
الجمل ذو السنامين في حديقة حيوان شنغهاي

تبدو الجمال الوحشية (الاسم العلمي: Camelus ferus) مشابهة للجمال ذوات السنامين (الفَوالِج) (الاسم العلمي: Camelus bactrianus)، لكن الفرق الأهم بينهما بالجينات حيث تدل الدراسات على أن النوعين انحدرا من جدين إثنين، أي تطور كلاً منهما على حدة.
توجد اختلافات عدة بين النوعين من ناحية الحجم والشكل. إذ يكون الجمل الوحشي أصغر قليلاً من الجمل ذي السنامين، وله خُف أصغر رفيع وبدن قليل العرض. وللجمل الوحشي سنامان قصيران صغيران تكون عادة بنصف حجم سنامي قريبه المستأنس. وللجمل الوحشي كذلك جمجمة مسطحة الشكل.
|  | الجمل العربي |
|  | |
|  | \| \| † جمل نوبلوخ \| \| \| \| \| \| الجمل الوحشي (الجمل الوحشي ذو السنامين) \| \| \| \| \| \| الجمل ذو السنامين \| \| \| \| |
|  | |
|  | † جمل نوبلوخ |
|  | |
|  | الجمل الوحشي (الجمل الوحشي ذو السنامين)                                                                                      |
|  | |
|  | الجمل ذو السنامين |
|  | |

|  | † جمل نوبلوخ                            |
|  |                                         |
|  | الجمل الوحشي (الجمل الوحشي ذو السنامين) |
|  |                                         |
|  | الجمل ذو السنامين                       |
|  |                                         |

|  | الجمل العربي |
|  | |
|  | \| \| † جمل نوبلوخ \| \| \| \| \| \| الجمل الوحشي (الجمل الوحشي ذو السنامين) \| \| \| \| \| \| الجمل ذو السنامين \| \| \| \| |
|  | |
|  | † جمل نوبلوخ |
|  | |
|  | الجمل الوحشي (الجمل الوحشي ذو السنامين)                                                                                      |
|  | |
|  | الجمل ذو السنامين |
|  | |

|  | † جمل نوبلوخ                            |
|  |                                         |
|  | الجمل الوحشي (الجمل الوحشي ذو السنامين) |
|  |                                         |
|  | الجمل ذو السنامين                       |
|  |                                         |

|  | الجمل العربي |
|  | |
|  | \| \| † جمل نوبلوخ \| \| \| \| \| \| الجمل الوحشي (الجمل الوحشي ذو السنامين) \| \| \| \| \| \| الجمل ذو السنامين \| \| \| \| |
|  | |
|  | † جمل نوبلوخ |
|  | |
|  | الجمل الوحشي (الجمل الوحشي ذو السنامين)                                                                                      |
|  | |
|  | الجمل ذو السنامين |
|  | |

|  | † جمل نوبلوخ                            |
|  |                                         |
|  | الجمل الوحشي (الجمل الوحشي ذو السنامين) |
|  |                                         |
|  | الجمل ذو السنامين                       |
|  |                                         |

|  | الجمل العربي |
|  | |
|  | \| \| † جمل نوبلوخ \| \| \| \| \| \| الجمل الوحشي (الجمل الوحشي ذو السنامين) \| \| \| \| \| \| الجمل ذو السنامين \| \| \| \| |
|  | |
|  | † جمل نوبلوخ |
|  | |
|  | الجمل الوحشي (الجمل الوحشي ذو السنامين)                                                                                      |
|  | |
|  | الجمل ذو السنامين |
|  | |

|  | † جمل نوبلوخ                            |
|  |                                         |
|  | الجمل الوحشي (الجمل الوحشي ذو السنامين) |
|  |                                         |
|  | الجمل ذو السنامين                       |
|  |                                         |

## السلوك
تتنقل الجمال الوحشية عادة بقطيع تعداده 30 بعيراً، مع أن الأكثر شيوعاً أن تنتقل بقطيع أصغر من 6 إلى 20 رأساً. وهي حيواناتٌ مهاجرة، وبمجموعاتٍ متناثرة ما يجعل كثافة انتشارها قليل (5 رؤوس لكل 100 كم2). وتتنقل هذه الجمال وراء جمل ذكر رئيس بمقدمتها، وتتجمع على مقربةٍ من مواضع المياه حيث يمكن مشاهدة العديد من قطعانها. تعيش هذه الجمال لعمر يصل إلى 40 عاماً، وتتزاوج خلال فصل الشتاء وبدايات الموسم المطير، كما الجمال العربية. يمكن للنوق الوحشية، أي اناث هذا الحيوان، أن تبدأ بالإنجاب بعمر 5 سنوات وبعدها تحمل جنيناً مرة كل عامين. أما الجمال الوحشية التي تتنقل وحدها فهي عادة ما تكون ذكوراً صغيرة انفصلت عن قطعانها حديثاً بعد بلوغها الجنسي.

## انتشارها وموطنها الطبيعي

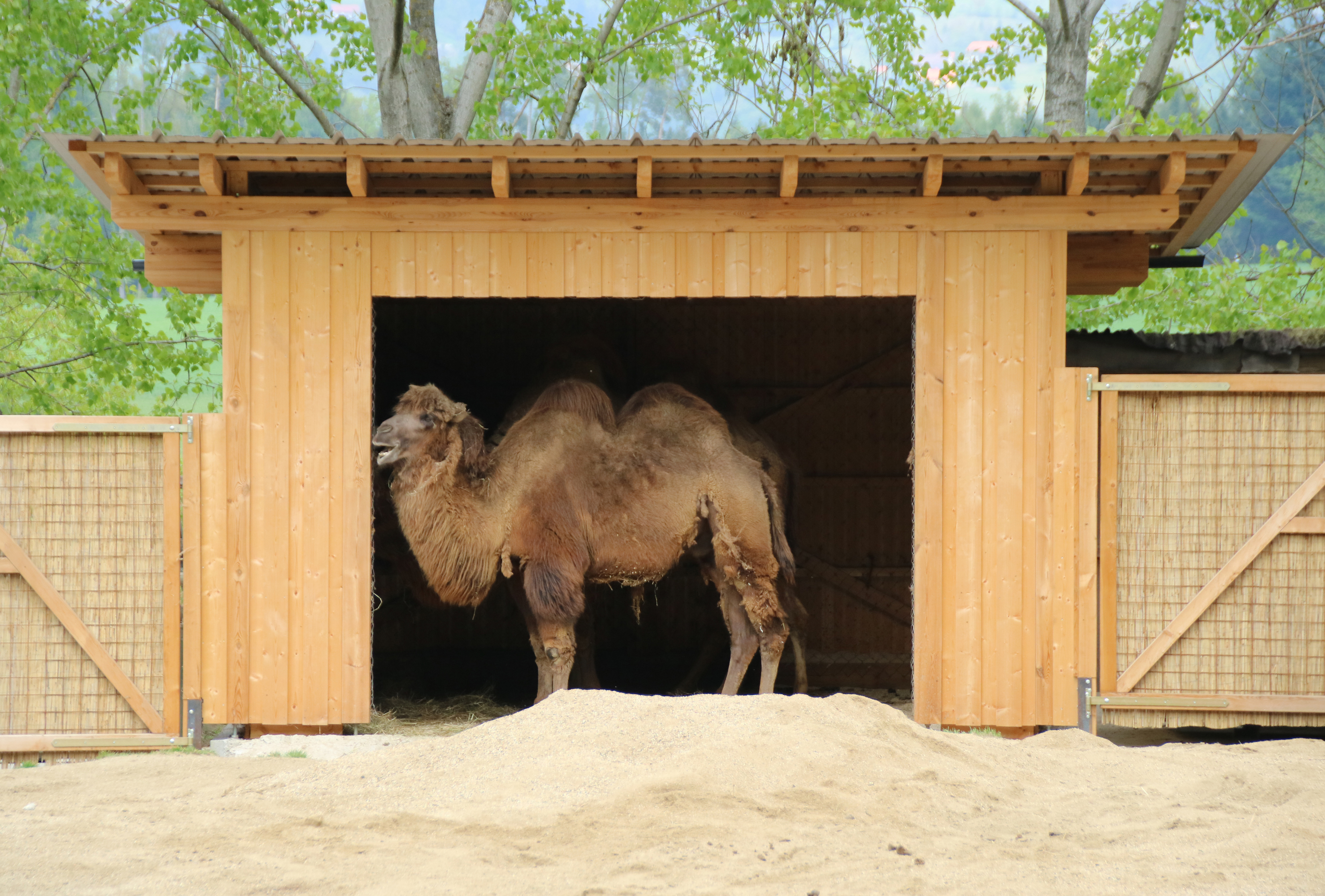
جمل وحشي في حديقة حيوان هربرشتاين في النمسا

تنتشر في السهول الجرداء والهضاب قليلة المياه والكلأ، وتعتاش على الشجيرات الصغيرة. وتتراوح درجة الحرارة في بيئاتها كثيراً، في الصيف تتراوح الحرارة ما بين 40°-50° درجة مئوية وفي الشتاء تنخفض الحرارة إلى -30° درجة مئوية تحت الصفر. وتتنقل الجمال الوحشية مسافات طويلة بحثاً عن الماء والكلأ بالقرب من الجبال التي تحوي الينابيع الطبيعية أو الثلج في الشتاء.
يصل عدد الجمال الوحشية إلى 800 في شمالي الصين و600 في صحراء جوبي منغوليا. في الأزمنة السحيقة، انتشرت هذه الجمال من النهر الأصفر إلى أواسط كازاخستان. وبأواسط القرن التاسع عشر، وبسبب صيدها للحومها وجلودها، قل تعدادها بكل المناطق. وبحلول سنوات 1920، لم يبق منها سوى في المناطق الحالية في منغوليا والصين.
تواجه الجمال الوحشية خطر الانقراض بسبب الصيد والمنافسة مع الجمال ذات السنامين والمواشي على الغذاء، بالإضافة إلى التهجين مع الجمل ذو السنامين والتنقيب عن المعادن والبترول.
تاريخياً، كان الببر القزويني يفترس الجمل الوحشي أما اليوم فلم يعد هناك مفترس للجمل الوحشي سوى الإنسان بالإضافة إلى الذئاب الرمادية التي قد تفترس الصغار والجمال شبه البالغة كما أنها تقوم بمطاردة القطعان المهاجرة وقد تتمركز قرب الواحات لمهاجمة الجمال